# جيمس هوبسون
جيمس هوبسون (بالإنجليزية: James Hopson)‏ هو أستاذ جامعي أمريكي، ولد في 27 أغسطس 1935 في نيو هيفن في الولايات المتحدة.